# Божана Остојић
Божана Остојић (Босанска Градишка, 1965) српски је ронилац. Председник је Савеза Организација Подводних Активности Републике Србије (СОПАС), Staff инструктор и чланица Борда директора светске ронилачке Федерације (CMAS). Носилац је тимског рекорда у Гинисовој књизи рекорда и државног рекорда у пливању перајима.

## Каријера
Божана је рођена у Босанској Градишки. Завршила је основну и средњу школу у Бањој Луци и Економски факултет у Београду. Почела је да се бави роњењем 1980. године у ронилачком клубу БУК из Бања Луке, а исте године код инструктора Михе Матула из ДРМ Љубљана је завршила први ронилачки курс П1. У Ријеци је завршила курс П2 код инструктора Дарка Ћурувлије. Године 1983. одлази у УРС, тадашњи највећи ронилачки клуб на просторима СФРЈ, где наставља своју каријеру и започиње са такмичењима.
Убрзо постаје члан прве такмичарксе екипе и остварује запажене резултате. Такође постаје и члан Државне репрезентације у којој остаје 25 година. Код инструктора Павла Лебла завршава курс П3. Постаје секретар клуба и на том месту остаје дужи временски период. У Сплиту 1990. године завршава курс М1, а 1993. године и М2 у матичном клубу. У Техничком комитету ЦМАС-а завршава М3 и за стаф инструктора, а убрзо постаје и ДАН инструктор тренер.
Од 1989. до 1997. године сарађивала је са Жаком Кустоом, где је учествовала у Дунавској експедицији и у Јужној Африци. По повратку, 1997. године, напушта УРС и отвара свој клуб Калипсо у Београду.
Од 1993. до 2001. године је била члан Техничког комитета ЦМАС-а, након чега бива изабрана у Извршни биро ЦМАС-а у коме је и данас. Била је члан председништва Олимпијског комитета Србије у два мандата (2005-2009 и 2009-2011) и члан Председништва Спортског Савеза Београда и Председник комисије Жене и спорт.
Носилац је тимског рекорда у Гинисовој књизи рекорда као члан француске експедиције преронила је пећински систем у Мексику дуг 92 km и освојила светски рекорд у роњењу на дубини од 127, 8 метара, спашавајући колегу.
Члан је Руског географског друштва, са којим је учествовала на четири експедиције: Сибир, Артик, Баренцово море и Србија.

## Такмичења
Божана је учествовала на разним такмичењима, нека од њих су:
- подводни хокеј на Европском првенству 2003. године (бронзана медаља)
- подводни хокеј (вишеструки шампион Југославије и Србије)
- пливање перајима (вишеструки шампион Југославије и Србије)
- подводна оријентација (вишеструки национални шампион)[4]